# Sân bay Vardø, Svartnes
Sân bay Vardø, Svartnes (tiếng Na Uy: Vardø Lufthavn, Svartnes) (IATA: VAW, ICAO: ENSS) là một sân bay phục vụ Vardø ở Finnmark, Na Uy. Năm 2005, Sân bay Vardø đã phục vụ 10.408 lượt khách. Đơn vị quản lý sân bay này là Avinor.

## Các hãng hàng không và tuyến bay
- Widerøe (Berlevåg, Båtsfjord, Hammerfest, Kirkenes, Tromsø)